# Sadiq Sanjrani

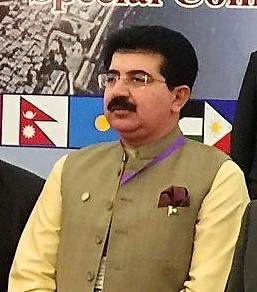
Sadiq Sanjrani (2020)

Muhammad Sadiq Sanjrani (* 14. April 1978 in Nok Kundi) ist ein pakistanischer Politiker und Vorsitzender des Senats von Pakistan. Am 12. März 2018 legte er seinen Amtseid als Mitglied und Vorsitzender des pakistanischen Senats ab. Er ist der jüngste und erste Senatsvorsitzende aus Balochistan.

## Leben
Sanjrani wurde in Nok Kundi geboren. Er hat fünf Brüder und er ist der älteste. Der Bruder von Sanjrani, Raziq Sanjrani, ist der Direktor von „Saindak Metals Limited“. Mir Muhammad Ejaz Sanjrani, ein weiterer Bruder, arbeitet, genau wie Sadiq Sanjrani früher, als Koordinator für den Chief Minister, Jam Kamal Khan, als Koordinator. Der Vater von Sajid Sanjrani, Khan Muhammad Asif Sanjrani, ist ein einflussreicher Stammesführer aus dem Chagai-Distrikt. Sein Vater ist außerdem Mitglied im Chagai-Distrikt-Council. Er gehört der Sanjrani-Baloch-Volksgruppe an.
Seinen Master machte er in Islamabad, andere Quellen sprechen von Balochistan. Sadiq Sanjrani begann seine politische Karriere 1998 als Koordinator von Nawaz Sharif. Das Amt hatte er bis zum Militärputsch 1999 inne. Im Jahre 2008 übernahm er für fünf Jahre administrative Aufgaben im Sekretariat des damaligen Premierministers Yousaf Raza Gilani der Pakistan People’s Party.
Sadiq Sanjrani wurde als unabhängiger Kandidat bei der Senatswahl in Pakistan 2018 in den Senat gewählt. Er legte den Amtseid als Senator im März 2018 ab. Er erhielt 57 von 103 Stimmen und besiegte Raja Zafar ul Haq von der Partei PML-N. ul Haq erhielt 46 Stimmen. Durch die Unterstützung von verschiedenen Parteien konnte sich Sanjrani das Amt des Senatsvorsitzenden sichern. Sanjrani ist der erste Senatsvorsitzende aus Balochistan und mit seinem Alter von 39 Jahren der jüngste jemals gewählte. Bis zu seiner Wahl als Vorsitzender war Sanjrani eher ein Unbekannter in der Politik Pakistans.

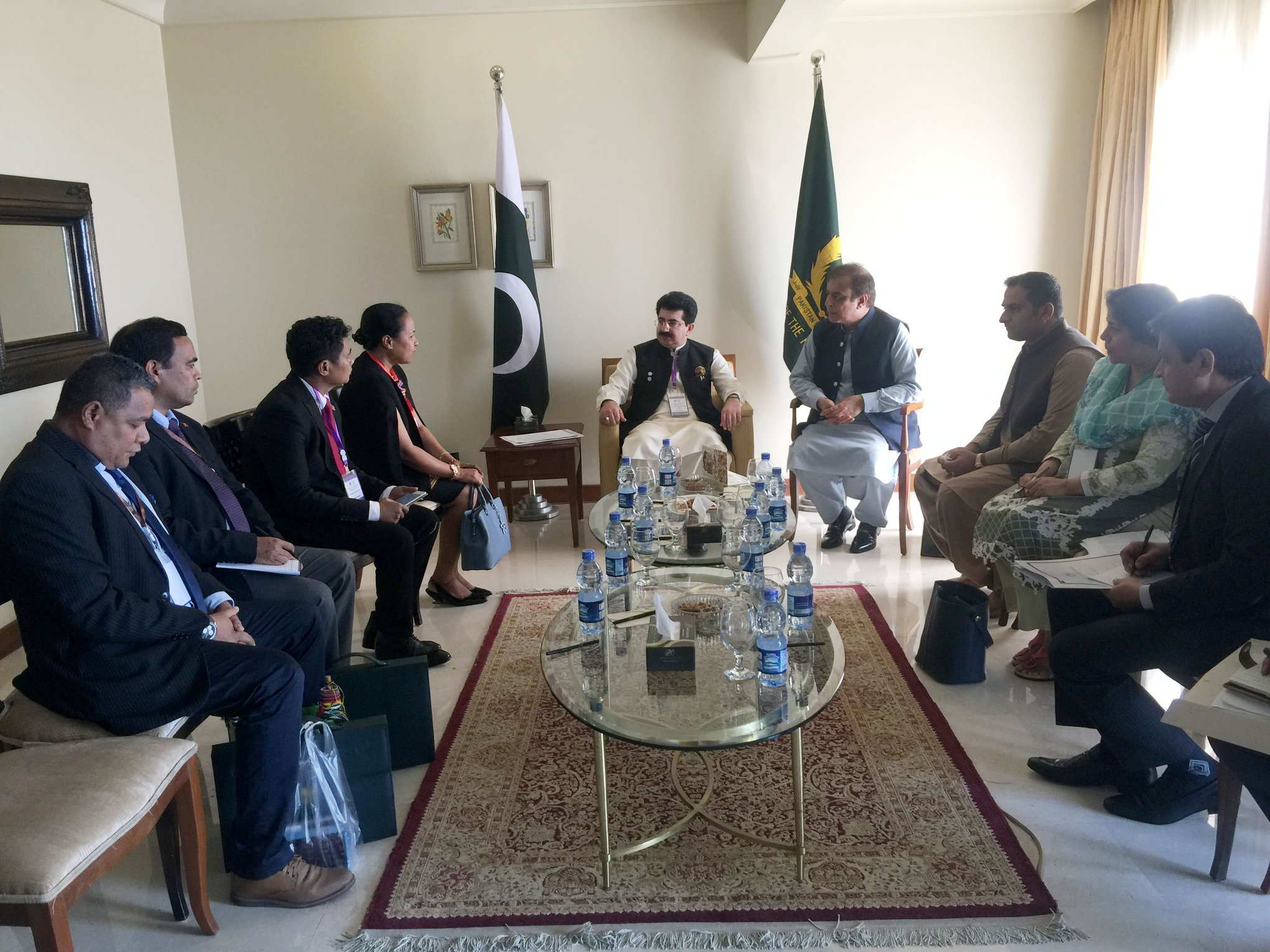
Eine Delegation des Nationalparlaments Osttimors zu Gast bei Sadiq Sanjrani in Gwadar (2018)

Im September 2018 hielt Sanjrani eine Rede anlässlich des 100-jährigen Bestehens des Parlaments von Aserbaidschan. In einem Interview teilte Sanjrani mit, dass gute diplomatische Beziehungen zwischen Pakistan und China gut für die asiatische Entwicklung seien. In die Kritik geriet Sanjrani, als er den Informationsminister Fawad Chaudhry von zukünftigen Senatssitzungen ausschloss. Sadiq Sanjrani verfügt über viel administratives Know-how, da er in verschiedenen Regierungspositionen tätig war. Er hat außerdem für den ehemaligen Chief Minister, Nawab Sanaullah Zehri, als Special Assistant gearbeitet. Gegenwärtig ist Sadiq Sanjrani CEO der „Pakistan Testing Service“ und der „Sanjrani Mining Company“. Außerdem hat Sanjrani die Position des Executive Directors des HR-Komitees für die „National Industrial Parks Development and Management Company“ inne.